# Plaza Teodoro Schmidt
La Plaza Teodoro Schmidt es un área verde de la ciudad de Temuco, en la Región de la Araucanía, ubicada en la manzana de las calles Arturo Prat, Manuel Rodríguez, Vicuña Mackenna y Lautaro. Su origen se remonta a 1892, cuando en la manzana destinada “para Liceo”, según el plano urbano de ese mismo año de la ciudad, se conformó una nueva plaza en el espacio que hoy ocupa la plaza Teodoro Schmidt, la cual fue denominada inicialmente “plaza del Manzano” debido a la abundancia de este árbol frutal en el lugar; más tarde tomó el nombre de plaza Brasil hasta 1942 aproximadamente, cuando fue cambiado, finalmente por el de Teodoro Schmidt en honor al ingeniero encargado de hacer el trazado de la ciudad, en 1881. Desde hace unos años, un grupo de personas ha rebautizado popularmente  a esta área como plaza Lautaro.
Cercanos a la plaza, se ubican diferentes edificios de carácter público y privado, los cuales le brindan importancia a este espacio dentro de la ciudad. Entre estos inmuebles, se destacan una sucursal del Banco de Chile, las oficinas de Junaeb y la Conadi, el C.F.T. Teodoro Wickel, diferentes centros educacionales para adultos, y la Iglesia Anglicana Santa Trinidad (Holy Trinity Church en inglés).
Durante muchos años, en tiempos del joven Ricardo Neftalí Reyes Basualto, más conocido como Pablo Neruda, ésta era la plaza “El Manzano”, habría sido frecuentada por el poeta en incursiones amorosas en reiteradas ocasiones. Debido a lo anterior, en el año 2014 fue incorporada a la Ruta patrimonial Huellas de Pablo Neruda.
La plaza Teodoro Schmidt se ha usado como punto de reunión de los vecinos y la comunidad en general. El parque es lugar freucuente para que jóvenes practiquen deportes urbanos como las acrobacias en skateboard y bicicleta. Ocasionalmente, en fechas especiales, la plaza es usado como espacio donde celebrar eventos conmemorativos, actos culturales y encuentros cívicos. Del mismo modo, dependiendo de la festividad próxima a celebrarse, en el lugar se emplaza una feria comercial y artesanal, donde comerciantes locales tienen un espacio donde poder ofrecer sus productos.

## Monumentos
Dentro del emplazamiento del área verde, se encuentran diversos monumentos, instalados en diferentes periodos en la historia de la ciudad de Temuco.

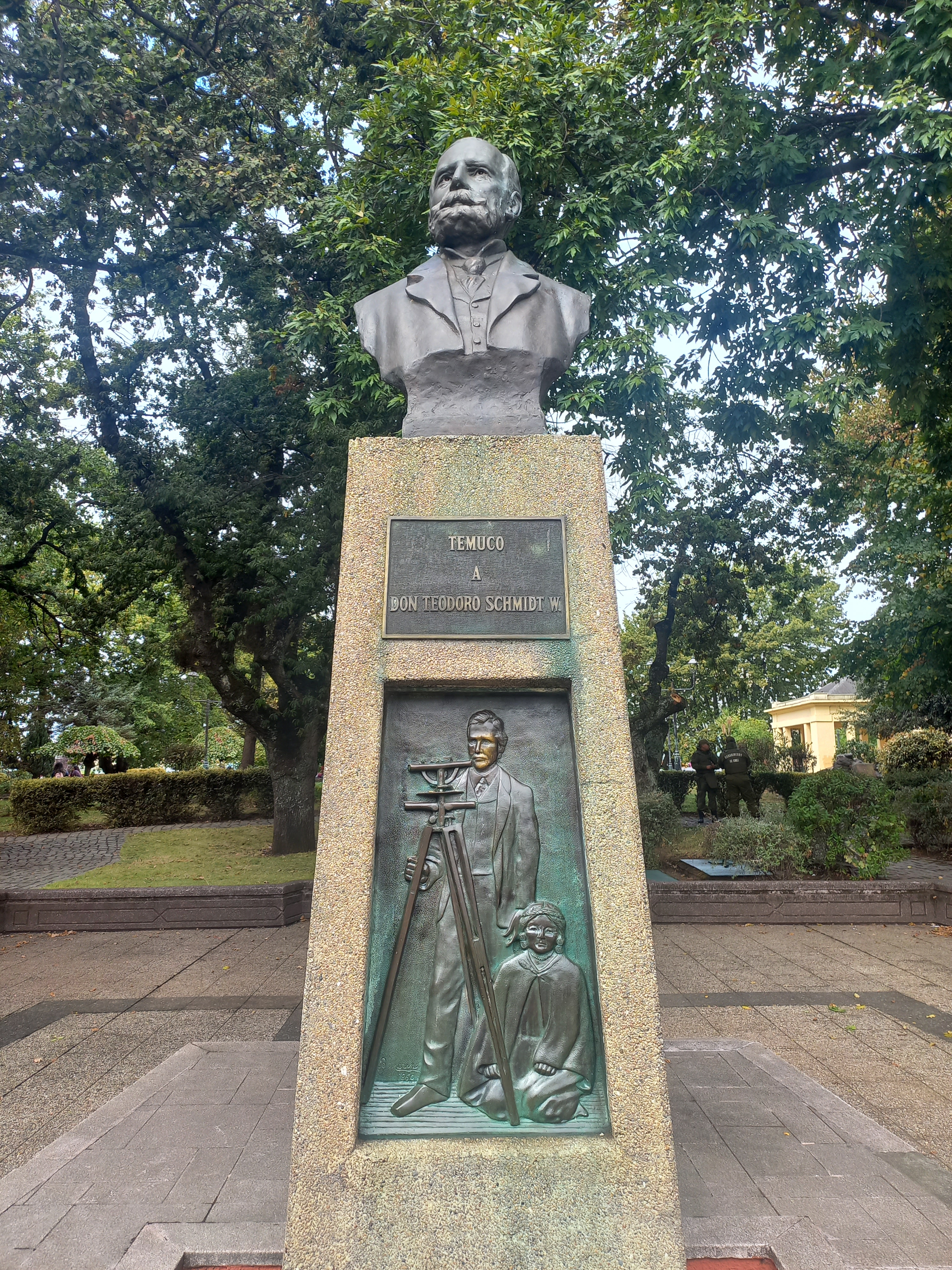
Monumento en homenaje a Teodoro Schmidt ubicado en la plaza homónima en la ciudad de Temuco

El más antiguo de ellos data de 1950 y corresponde al busto del ingeniero Teodoro Schmidt, el cual la plaza lleva su nombre en honor a la labor que desempeñó durante la fundación y trazado del territorio en 1881. Su instalación fue debatida y aceptada en la sesión del 24 de julio de 1950 por parte de la Comisión de Ornato, Paseos Públicos y Urbanización de la ciudad como parte de la conmemoración del aniversario número 50 de la capital regional.
Es en esta misma línea que el año 2015, la Universidad Autónoma de Chile a propósito del 25 aniversario de la fundación de la casa de estudios superiores, donó la estatua del héroe nacional Arturo Prat la cual fue instalada en la Plaza Teodoro Schmidt, adyacente a la Calle Arturo Prat. En su inauguración, el alcalde de la ciudad agradeció la donación, manifestando que esta escultura “permitirá enaltecer la imagen de Arturo Prat y que los ojos de los temuquenses y visitantes reconozcan su valor, arrojo y espíritu patrio”. La estatua, hecha de poliestireno expandido y fundido en bronce tiene 3.30 metros de alto por 70 de ancho y un peso aproximado de 300 kilos y es una creación de Luis Henríquez Ferrada, escultor formado en la Facultad de Artes de la Universidad de Chile. En el marco de las protestas que se llevaron a cabo en Chile en octubre del 2019, la estatua del héroe chileno fue derribada por un grupo de manifestantes. Luego de este incidente, la Armada de Chile emitió un comunicado condenando el acto violentista recalcando que la estatua " es un símbolo de orgullo no sólo para nuestra Marina sino que para todos los chilenos".
En el corazón de la plaza, se encuentra erguida una pérgola hecha de concreto, la cual fue inaugurada en 1998 como parte del plan de remodelación del área impulsada por la Municipalidad de Temuco y el Ministerio de vivienda y urbanismo. La estructura fue construida por Samuel Levy B. y hoy en día es el centro de los eventos cívicos que se realizan en dicha plaza.

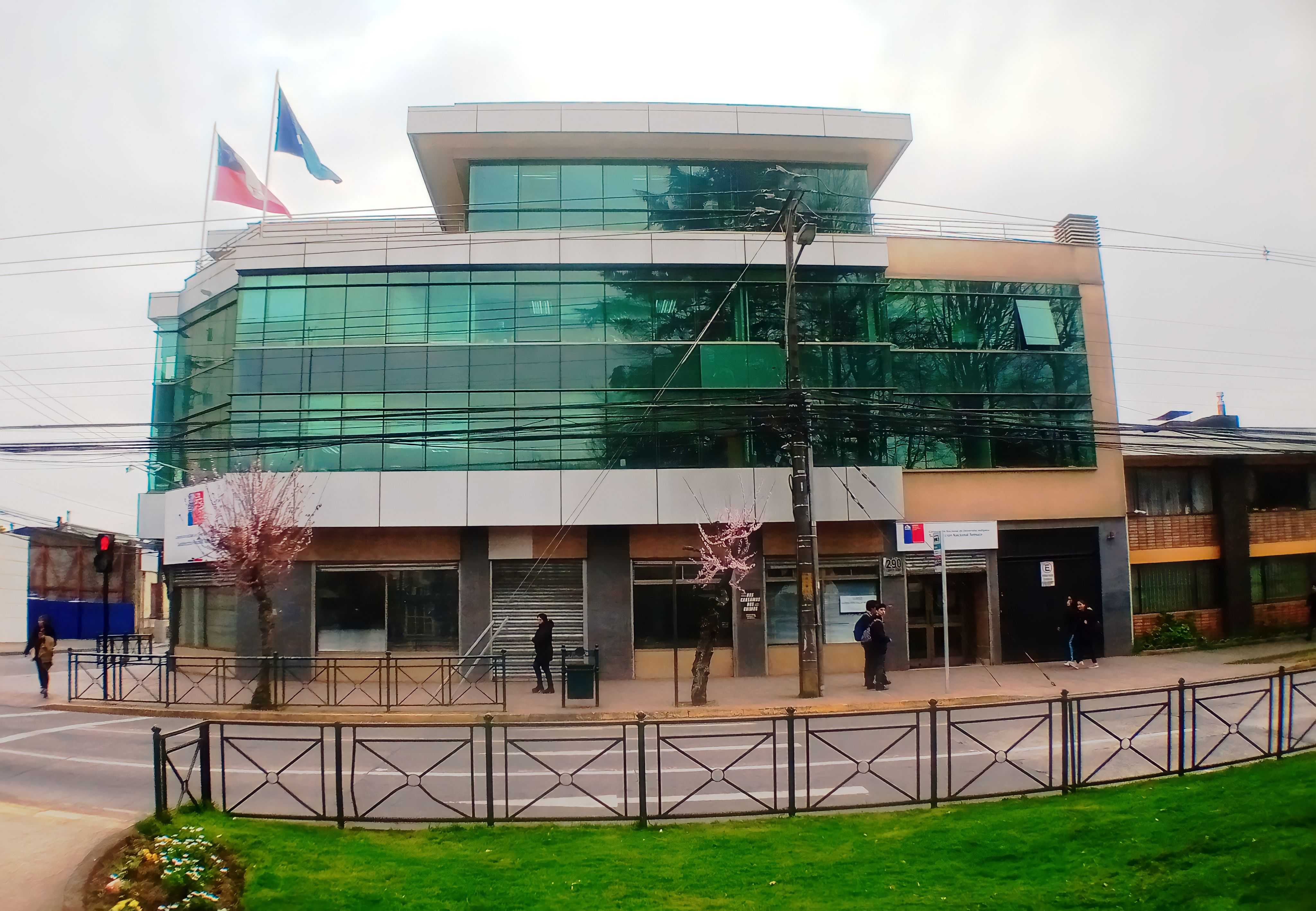
Subdirección nacional de la Conadi en Temuco, ubicada frente a la plaza.